# Chiangmaia
Chiangmaia là một chi nhện trong họ Linyphiidae.